# Wikki Tourists
Wikki Tourists FC este un club de fotbal din Nigeria, fondat în 1991, își are sediul în orasul Bauchi. Echipa concurează în prima ligă, primul eșalon al fotbalului nigerian.